# Haitzingalm (Gastronomiebetrieb)
Die Haitzingalm (auch Haitzinghütte) ist ein Gastronomiebetrieb und eine Ortslage in der Marktgemeinde Bad Hofgastein im österreichischen Bundesland Salzburg.

## Lage und Betrieb
Der Gastronomiebetrieb befindet sich auf der gleichnamigen Haitzingalm. Er bildet unter der Bezeichnung Haitzinghütte eine eigene Ortslage in der Ortschaft Weinetsberg und in der Katastralgemeinde Wieden. Das Gebäude steht auf einer Höhe von 1755 m ü. A. an den östlichen Hängen der Hirschkarspitze in der Goldberggruppe. Es wird sowohl im Sommer als auch im Winter bewirtschaftet.

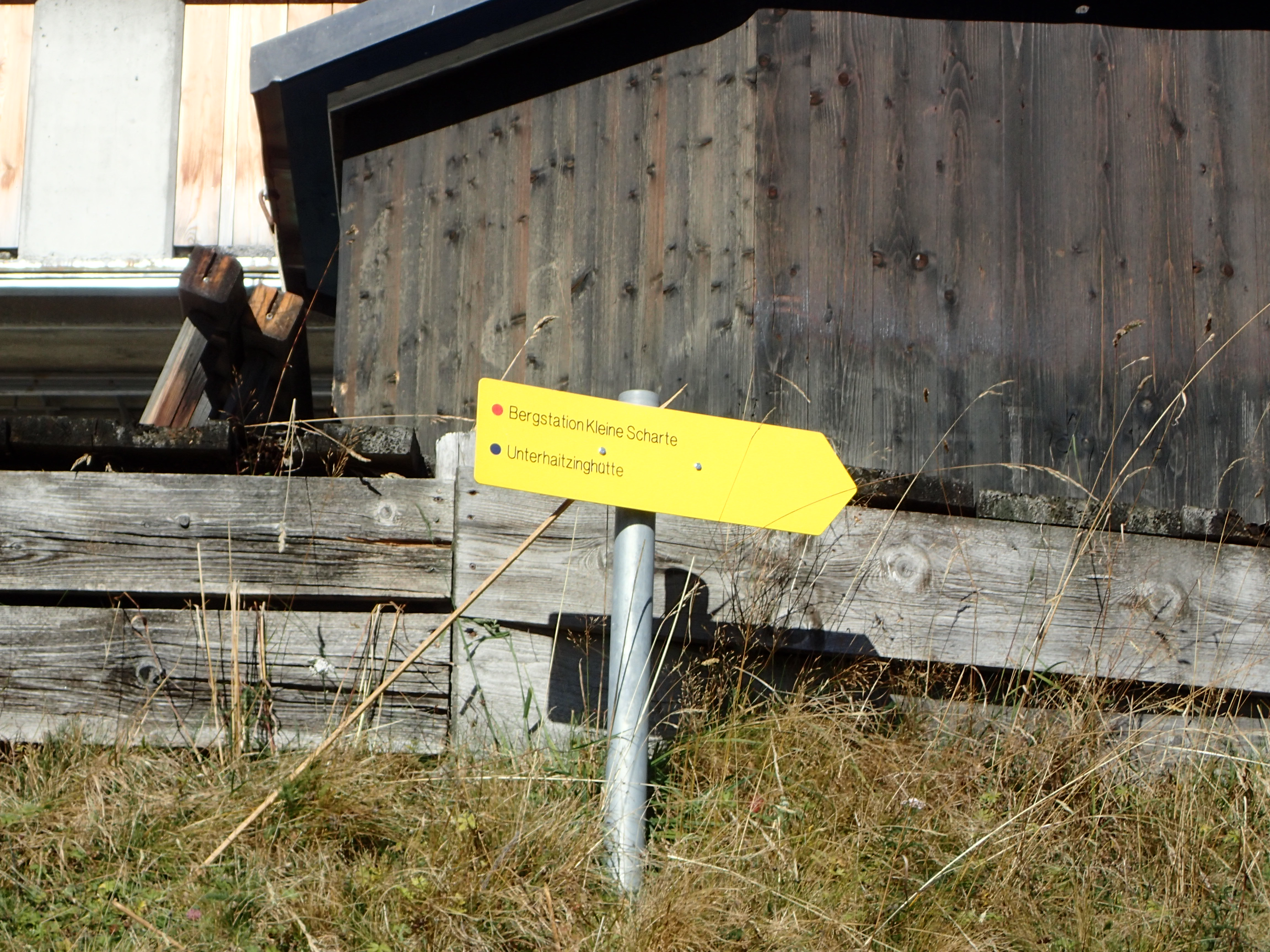
Wanderwegweiser vor der Haitzingalm

Der Franz-Hessenberger-Weg ist ein Wanderweg vom Aeroplanstadl auf die Haitzingalm. Er ist nach dem Vorstand der Gasteiner Bergbahnen Franz Hessenberger benannt. Abgesehen von der Südseite ist das Haus von einem Grünerlen-Buschwald umgeben. Im Winter führt eine Schipiste zur südlichen Gebäudeseite. Die Piste ist mit mehreren Liften erschlossen.

## Geschichte
Das Gebäude der Haitzingalm ist eine ehemalige Sesselliftstation, die 1970 zum Gastronomiebetrieb umgebaut wurde.